# 小謝伊卡鄉

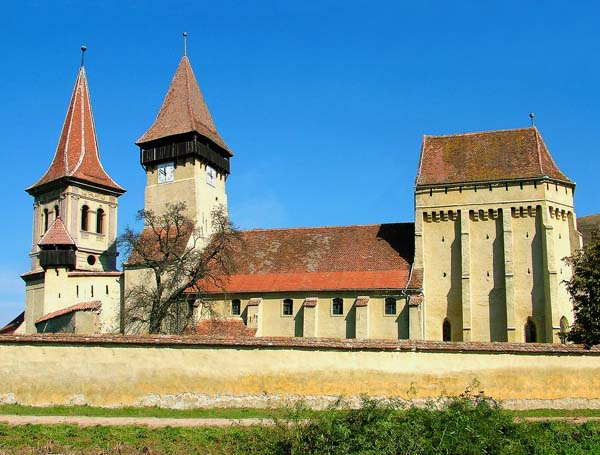

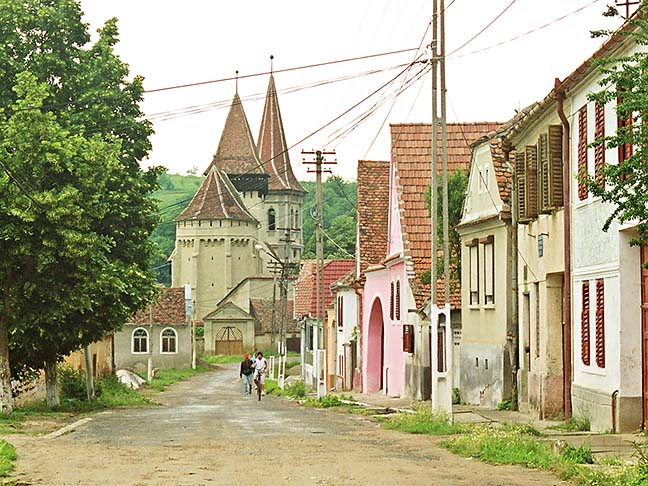

46°03′N 24°08′E / 46.050°N 24.133°E
小謝伊卡鄉（羅馬尼亞語：Comuna Șeica Mică, Sibiu），是羅馬尼亞的鄉份，位於該國中部，由錫比烏縣負責管轄，面積40平方公里，海拔高度442米，2007年人口1,726，人口密度每平方公里43人。